# 6340 Катманду
6340 Катманду (6340 Kathmandu) — астероїд головного поясу, відкритий 15 жовтня 1993 року.
Тіссеранів параметр щодо Юпітера — 3,170.